# Sherwood Schwartz

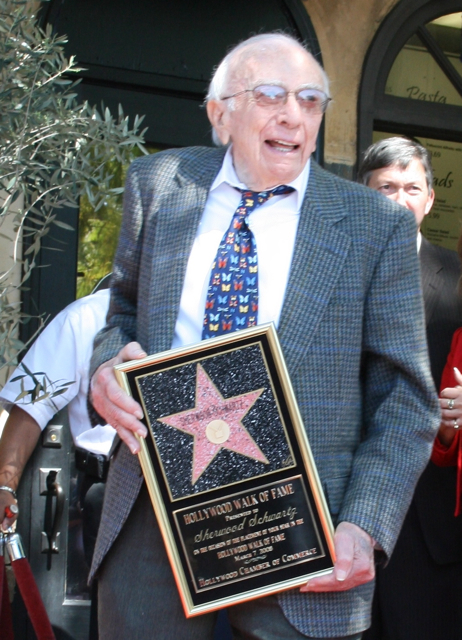
Sherwood Schwartz beim Erhalt seines Sterns auf dem Hollywood Walk of Fame (2008).

Sherwood Schwartz (* 14. November 1916 in Passaic, New Jersey; † 12. Juli 2011 in Los Angeles, Kalifornien) war ein US-amerikanischer Fernsehproduzent und Drehbuchautor.

## Leben
Sherwood Schwartz begann Anfang der 1950er Jahre damit, Drehbücher für Fernsehserien zu schreiben. In dieser Funktion war er von 1954 bis 1962 an 162 Folgen der Reihe The Red Skelton Show mit dem beliebten Komiker Red Skelton beteiligt. Schwartz ist der Schöpfer der Fernsehserien Gilligans Insel und Drei Mädchen und drei Jungen. 
Am 7. März 2008 wurde er mit einem Stern am Hollywood Walk of Fame ausgezeichnet.